# Ватутинский мясокомбинат
Ватутинский мясокомбинат (укр. Ватутінський м'ясокомбінат) — предприятие пищевой промышленности в городе Ватутино Черкасской области. Специализируется на переработке свинины и говядины и производит мясо, субпродукты I и II категории, мясные полуфабрикаты, топлёные пищевые животные жиры.

## История
Построено в 1966—1967 годы в соответствии с восьмым пятилетним планом развития народного хозяйства СССР на западной окраине города, пущено в 1967 году. В состав комбината вошли база предзабойного содержания животных, завод первичной переработки сырья, колбасный цех и промышленный холодильник, производственная мощность предприятия изначально составляла 60 тонн мяса и 7 тонн колбасных изделий в сутки.
Поставки скота на комбинат осуществляли колхозы и совхозы восьми близлежащих районов Черкасской области.
В целом, в советское время комбинат входил в число ведущих предприятий города, макет мясокомбината помещён в качестве экспоната размещён в Ватутинском историческом музея.
В мае 1995 года Кабинет министров Украины утвердил решение о приватизации мясокомбината. В дальнейшем государственное предприятие было преобразовано в открытое акционерное общество.
В 1997 году была предпринята попытка создать на основе мясокомбината вертикально интегрированное объединение по заготовке и переработке мяса, производству и реализации мясопродуктов.
В начале 2000х мясокомбинат оставался одним из крупнейших действующих предприятий города.
До 2002 года предприятие работало стабильно. В 2006 году колбасный цех комбината был закрыт на реконструкцию. Начавшийся в 2008 году экономический кризис осложнил положение предприятия.
22 апреля 2008 года в результате разгерметизации крана подачи охлаждённого аммиака в холодильные камеры в компрессорном цехе комбината произошёл выброс аммиака, в дальнейшем комбинат остановил работу. После этого предприятие было захвачено в результате рейдерской атаки и сменило собственников.